# 迦南鎮區 (密蘇里州加斯科內德縣)
迦南鎮區（英語：Canaan Township）是位於美國密蘇里州加斯科內德縣的一個行政鎮區。

## 地方資料
迦南鎮區的面積為198.65平方千米，當中陸地面積為197.22平方千米，而水域面積為1.43平方千米。根據2020年美國人口普查的數據，當地共有人口5369人，而人口密度為每平方千米27.03人。